# Таришкіна Катерина Миколаївна
Катерина Миколаївна Таришкіна (рос. Екатерина Николаевна Тырышкина; нар. 31 січня 1996, Ангарськ, Росія) — російська футболістка, півзахисниця французького клубу «Гавр». Майстер спорту міжнародного класу.
10 лютого 2020 року стала героїнею ювілейного випуску проекту «КраСава», який веде популярний футболіст Євген Савін.

## Клубна кар'єра
Розпочала займатися футболом в ангарській ЗОШ № 40 (тренери Ю. Тутов та В. Захаров), де її помітили тренери головної обласної жіночої футбольної команди «Рекорд» (головна тренерка Світлана Герасима Мартем'яновича) й запросили виступати за клуб.
З 2009 до 2013 року захищала кольори іркутського «Рекорду». У його складі в рамках Першості Росії серед жіночих команд клубів Першого дивізіону провела 56 матчів та відзначилася 17 голами, найвище досягнення — перемога в зоні «Сибір» та вихід до фінальної частини Першості Росії.
У 2013 році перейшла в клуб Вищої дивізіону Чемпіонату Росії «Кубаночка» (Краснодар) (головний тренер Тетяна Зайцева). Дебютувала у футболці краснодарського клубу в програному (1:2) поєдинку проти «Рязані-ВДВ». Дебютним голом за «Кубаночку» відзначилася 24 квітня 2015 року в нічийному (1:1) поєдинку проти «Росіянки». У складі команди провела 46 матчів та відзначилася 7 голами. У розіграші Кубку Росії серед жінок двічі брала участь у фінальному матчі. За показані результати Наказом Міністерства спорту РФ їй присвоєно спортивне звання «Майстер спорту».
У 2016 році почала європейську клубну кар'єру й у віці 20 років підписала контракт з клубом фінської Найстен Ліги «НайсФутіс» (головний тренер Карі Латванен), провівши в її складі 15 матчів (забила 1 гол). З Фінляндії вона отримала запрошення від клубу італійської Серії А «Брешія кальчо Феммініле», (головний тренер Мілена Бертоліні) за який виступала друге коло сезону 2016/17 років (до кінця 2016 року через бюрократичні перепони не мала право грати за італійську команду), разом з партнерками по команді — Сара Гама, Барбара Бонансеа, д'Адда Роберта, Даніела Сабатіні, завоювавши срібні медалі чемпіонату Італії й дійшовши до фіналу розіграшу національного Кубку.
В Італії загалом провела 11 матчів та відзначилася 2 голами. Причому їй вдалося відзначитися точним ударом в дебютній для себе грі за «Брешію». Вона стала першою російською футболісткою, яка виступала в жіночій Серії А. За показані результати на міжнародній арені Наказом Міністерства спорту РФ їй присвоєно спортивне звання «Майстер спорту міжнародного класу». У міжсезоння покинула Італію й перебралася до Франції. 21 серпня 2017 року підписала контракт з клубом Першого «Родез Авейрон» (головний тренер — Сабріна Вігер). По ходу турніру відзначилася голом, який визнаний найкращим за підсумками ігрового туру. Після закінчення дебютного сезону в Першому дивізіоні підписала контракт з клубом «Генгам» (головний тренер — Фредерік Бланкьяні). Разом з командою дійшла до півфіналу Кубку Франції сезону 2019/20 років, у футболці бретонців досягла позначки в 50 зіграних матчів у французькій Лізі 1. Напередодні початку наступного чемпіонату уклала угоду з дебютантом вищого дивізіону клубом «Гавр».

## Кар'єра в збірній
Вперше отримала виклик до дівочої збірної Росії (WU-15) у 2009 році (головний тренер Юрій Володимирович Бистрицький). Перший міжнародний матч провела в листопаді 2010 року проти команди Туреччини. З 2012 по 2015 рік виступала за дівочу (WU-17) збірну (головний тренер Микола Анатолійович Кочешков) та молодіжну (WU-19) збірну (головний тренер Олександр Шагов) Росії. За молодші збірні з 2010 по 2015 рік провела 33 матчі та відзначилася 1 голом.
У складі молодіжної збірної двічі ставала переможцем Міжнародного турніру в Сочі «Кубанська весна», однак пробитися до фінальної частини молодіжного Чемпіонату Європи разом з командою не зуміла, поступившись у вирішальному матчі за путівку на Євро чинним чемпіонкам світу з Франції (0:1).
У складі національної жіночої збірної Росії з футболу дебютувала 22 жовтня 2015 року в відбірковому матчі Чемпіонату Європи з футболу серед жінок 2017 року проти Німеччини. Зустріч пройшла в німецькому місті Вісбаден і завершилася перемогою господарів з рахунком 2:0. У відбірковому циклі 2015/17 провела ще 2 відбіркові матчі. Не була включена тренерським штабом до складу збірної Росії для виступу у фінальній частині Євро. Навесні 2018 року взяла участь в ювілейному розіграші найпрестижнішого міжнародного турніру Кубок Алгарве, зігравши в футболці збірної в матчах проти Швеції та Канади.

## Досягнення
«Кубаночка»
- Кубок Росії
  -  Фіналіст (2): 2014, 2015

«Брешія»
- Серія A
  -  Срібний призер (1): 2016/17

- Кубок Італії
  -  Фіналіст (1): 2017